# Курное (посёлок)
Ку́рное (укр. Курне) — посёлок на Украине, находится в Пулинском районе Житомирской области.
Код КОАТУУ — 1825482603. Население по переписи 2015 года составляет 718 человек. Почтовый индекс — 12030. Телефонный код — 4131. Занимает площадь 4,591 км².

## Адрес местного совета
12031, Житомирская обл., Пулинский р-н, п. Курное, ул. Центральная, 10; тел. 64-4-42